# Station East Croydon
East Croydon is een spoorwegstation van National Rail in Croydon in Engeland. Het station is eigendom van Network Rail en wordt beheerd door Southern. Ook is het een tramhalte voor Tramlink.
Het Station East Croydon is qua aantal reizigers het tiende treinstation van de Londense agglomeratie. Vanaf Croydon rijden snelle treinen naar het centrum van Londen in minder dan een kwartier. 